# Встреча над Тускаророй
«Встре́ча над Тускаро́рой» — рассказ И. А. Ефремова, написанный в ранний период его творчества; литературный дебют писателя. Опубликован в 1944 году в журнале «Краснофлотец» (№ 2. С. 37—43), в дальнейшем многократно переиздавался. Занимал первое место в сборнике «Пять румбов» (1944), все тексты в котором были связаны обрамляющим сюжетом.
Сюжет включает два эпизода, каждый продолжительностью около суток, разделённых по времени повествования примерно полугодом. В 1926 году пароход «Коминтерн», следуя из Петропавловска-Камчатского в Хакодате (над Тускарорской впадиной), наткнулся на полузатопленную шхуну некоего капитана Джессельтона, которую носило в океане 133 года; в каюте чудом сохранился его дневник. Спустя несколько месяцев главный герой, назначенный на пароход «Енисей», в Кейптауне встретил певицу Энн Джессельтон, которая пела песню о живой воде и пропавшем капитане. Связь между этими эпизодами осталась не разгаданной для главного героя и для читателя.
Основная фантастическая идея, которая лишь обозначена и не служит сюжетообразующей конструкцией, — накопление в глубоководных океанских впадинах «живой воды». Рассказ, в составе ранних сборников Ефремова, вызвал интерес советских критиков, включая Я. Рыкачёва, Б. Евгеньева, А. Палея, Л. Успенского, которые представили полярно противоположные трактовки его характеров и литературных достоинств. Вновь интерес к рассказу и вообще поэтике ранних текстов Ефремова возродился в литературоведении XXI века.

## Сюжет
Сюжет излагается от лица Елисеева — старпома на пароходе «Коминтерн» — и сводится к двум эпизодам, разделённым по времени. В июле 1926 года «Коминтерн» шёл из Петропавловска в Хакодате. Во время сильного шторма, находясь над Тускарорской впадиной, судно врезалось в давно брошенный парусник, который удерживался на плаву только грузом пробки в трюмах. Это оказалась «Святая Анна», исчезнувшая за 133 года до этого. С борта подняты три ящика, в одном из которых хлам, во втором — секстант, а в третьем — оловянная банка, в которой чудом сохранились дневники капитана Джессельтона, посвятившего жизнь исследованию океанских впадин. Он был убеждён, что вода, добытая с самой глубины, должна отличаться особыми свойствами, и, действительно, она была способна залечивать раны. Однако капитану некому было сообщить о своём открытии: судно потерпело крушение. Команда «Коминтерна» взорвала остатки «Святой Анны», чтобы продолжать движение. Много месяцев спустя, когда Елисеева перевели на транспорт «Енисей», по пути в Ленинград команда сделала остановку в Кейптауне. В портовом кабачке старпом встретил певицу Энн Джессельтон, которая пела песню о живой воде и пропавшем капитане, однако отказалась поведать свою тайну русскому моряку. На родине никто не принял рассказа Елисеева всерьёз.

## История создания и публикации

Иван Ефремов во время экспедиции в Гоби. Фото 1949 года

Иван Антонович Ефремов обратился к литературному творчеству во время эвакуации в Среднюю Азию в 1942—1943 годах, где перенёс тяжёлое заболевание. Вынужденный досуг в Алма-Ате заполнялся, кроме прочего, писательской работой. Первые семь рассказов, датированные 1942 годом, были выстроены в соответствии с авторской концепцией; сам Ефремов вспоминал, что идея семи рассказов появилась из-за «семи самодельных лампочек», которыми он освещался по ночам. По мнению Е. Мызниковой, раннему творчеству писателя-учёного был присущ «блуждающий, или дрейфующий замысел». Первые семь рассказов были самим автором объединены в цикл «Семь румбов». Впрочем, при работе с издательством рассказ «Эллинский секрет» был отвергнут редактором как «мистический», а рассказ «Сумасшедший танк» так и не был завершён, хотя его важнейшая сюжетообразующая конструкция (палеолитические изображения африканской фауны) была использована в тексте «Гольца подлунного». При первой публикации «Встречи над Тускаророй» в ленинградском журнале «Краснофлотец» в 1944 году, он был снабжён подзаголовком «Румб первый» (вторым и третьим были «Озеро горных духов» и «Катти Сарк»). В книжном издании 1944 года в силу описанных причин сборник вышел под названием «Пять румбов» — и это было первое книжное издание произведений И. Ефремова. Тексты оказались объединены классическим композиционно-повествовательным ходом — встречей группы заинтересованных слушателей и рассказчиков: в Москве после очередного налёта фашистской авиации у капитана дальнего плавания собираются его приятели и обмениваются самыми необычными происшествиями в своей жизни. Сборник «Встреча над Тускаророй», вышедший в том же 1944 году, включал шесть рассказов (дополнительно «Атолл Факаофо»), объединённых морской тематикой. В 1946 году вышел перевод нескольких рассказов на английский язык («A meeting over Tuscarora»). Больше первые издания сборников не перепечатывались, а при последующих изданиях рассказов, например, в «Гольце подлунном», остались рудиментарные отсылки к «румбам» и вечерним посиделкам, утраченным из контекста.

## Литературно-художественные особенности

### Жанр и хронотоп

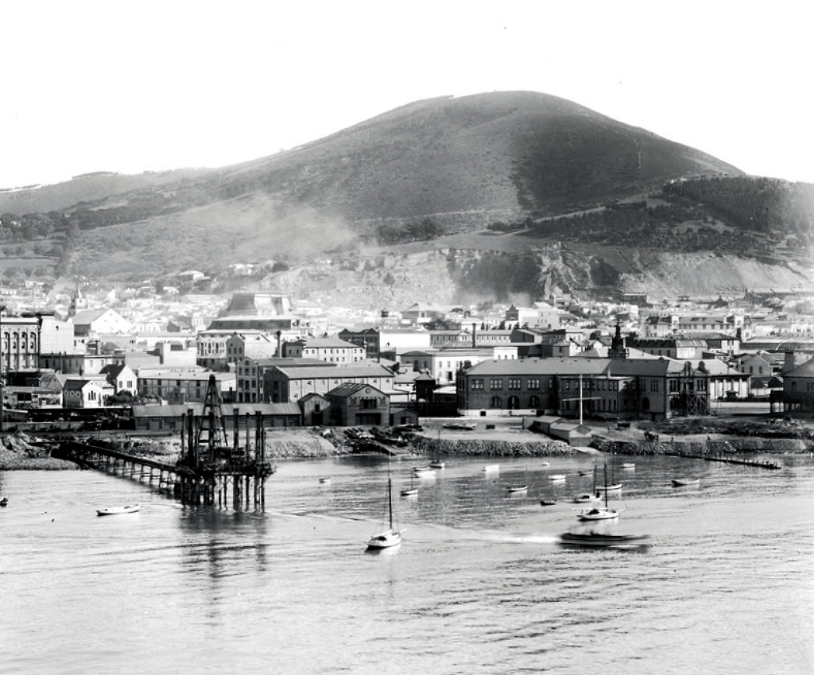
Вид Кейптауна в 1922 году

Е. Мызникова — автор диссертации, специально посвящённой раннему творчеству И. Ефремова, полагала, что его рассказы были не только «очень робкими и неуверенными» первыми шагами в литературе, но и лабораторией поиска тематики и её художественного воплощения. Рассказы Ефремова, в основном, — это научно-популярные истории. С другой стороны, это именно научная фантастика, хотя и близкая романтическим рассказам о необычайном. Разница заключается в том, что Ефремов занимался поиском удивительного в привычных вещах, не совершая побега от реальности. Романтическая атрибутика служила усилению фантастического эффекта. Е. Московкина утверждает, что в идеологическом отношении «Встреча над Тускаророй» — непрограммный рассказ. В противоположность канону фантастической литературы интереснейшая научная гипотеза остаётся без внимания учёных, не находит развития. Критики неоднократно отмечали, что «невыстрелившее ружьё» — встреча Елисеева с Энн в Кейптауне — является диссонансом в повествовании. Однако, по мнению Е. Московкиной, двойная безрезультатная встреча (Тускарора стала «кладбищем» открытия капитана Джессельтона, непонятно, как он связан с Энн Джессельтон) служит передаче экзистенциального чувства опустошения и разочарования, придаёт «обаяние недоказанности, минорной романтики индивидуальной манере начинающего писателя».
Своеобразием отличается хронотоп рассказа. Для творчества Ефремова характерно, что действие его произведений разворачивается в прошлом или в будущем; настоящее, и без того условное в художественном тексте, служит только отправной точкой для путешествия в прошлое. Встреча двух кораблей в условном настоящем (1926 год) необходима И. Ефремову для введения истории капитана Джессельтона и его корабля, пропавшего в 1793 году. В пространственном отношении реальность организована вертикально: приходится опускать водолаза в скафандре для осмотра полузатопленного корабля. При этом верх и низ не ассоциируются однозначно с прошлым или будущим. Несмотря на то, что сюжет в рассказе ретроспективный, символом неведомого будущего выступают морские пучины, в которых, вероятно, таится родник «живой воды», обещая великие открытия для будущего всего человечества. Условная современность связана с прошлым документально — в виде дневников Джессельтона. Пространство и время пересекаются в пространстве «ревущих сороковых»: именно в этих широтах капитан добыл пробу «живой воды» и его «Святая Анна» потерпела крушение. Вполне прозрачен намёк и на мировую войну, неотделимую от сороковых годов. Е. Мызникова обратила внимание, что хронотопы «Встречи над Тускаророй» и «Олгой-Хорхоя» построены зеркально по отношению друг к другу. Шторм, погубивший парусник, разворачивается на далёком Юге, гобийская буря — в северном полушарии; Джессельтон добывает воду жизни, чудовище появляется в мёртвой в буквальном смысле пустыне; Кейптаун лежит под горой в форме полумесяца, олгой-хорхой появился на ровной, как стол, возвышенности, и т. д. Север и Юг взаимно отражаются и одно мировое начало существует неотделимо от другого.

### Семиотические структуры научно-художественного синтеза
Согласно Е. Мызниковой, в своих произведениях Ефремов осуществлял взаимодействие научного и художественного компонентов своего литературного мира не только формируя тематику рассказов, но и выстраивая комплексную связь разных уровней текста. Автор явно придавал особое значение «Встрече над Тускаророй», поставив её «румбом первым» и переиздавая в различных комбинациях и впоследствии, причём в первом издании название связывало самые разные по содержанию произведения. По мнению Е. Мызниковой, то, что первым критикам казалось избыточным (например, перечисление топонимов Кейптауна), подчинялось неким авторским закономерностям. Например, в тексте прямо и косвенно повторяется число три в разных комбинациях. В рассказе действуют три корабля: «Коминтерн», «Святая Анна», «Енисей»; со «Святой Анны» моряки сняли три ящика; брошенный парусник погиб в марте (третий месяц) и дрейфовал незамеченным 133 года; старпом получил в Кейптауне трёхдневный отпуск. Все эти комбинации названы автором прямо. На глубинном уровне та же закономерность продолжает выдерживаться: события разворачиваются в трёх местах: на «Коминтерне», в Кейптауне и в Ленинграде («Святая Анна» связывает их в единое целое). В Кейптауне Энн выходит на сцену трижды: исполнив минорные любовные песни, спев задорные куплеты, и, наконец, спела о «Святой Анне» и капитане Джессельтоне.
По мнению Е. Мызниковой, Ефремов сознательно выстраивал авантюрно-приключенческий сюжет (что следует из подбора лексики) на основе демонстрации столкновения настоящего с прошлым. В июле 1926 года пароход «Коминтерн» столкнулся со «Святой Анной». Пятитысячетонный пароход гружён машинами и механизмами, символизируя современность — это единственное упоминание о советских реалиях. Деревянная «Святая Анна», с грузом пробки, символизирует прошлое, фантастически долго сопротивлявшееся «времени и океану». Поскольку освободиться не удалось, капитан «Коминтерна» Бегунов поступил по-революционному: он взорвал старый парусник, и после уничтожения призрака прошлого, пароход «ожил и двинулся». Возможно, здесь было заложено противостояние атеистического и клерикального начал. «Святость» парусника подкрепляется религиозностью капитана Джессельтона, которая описана в его дневнике. Е. Московкина также находила в рассказе христианский код. С её точки зрения, Джессельтон — это ефремовская инверсия «бесстрашных и преданных своему делу, неизменно уповающих на Провидение героев Жюля Верна». Имя Энн семантически отражает имя самого капитана Джессельтона: корень «Джесс», возможно, восходит к имени Иисуса, что может быть истолковано как переворачивание контекста: Анна — мать Марии — прародительница Иисуса Христа «оборачивается» певичкой Энн — возможной праправнучкой капитана Джессельтона. Его имя — Эфраим (Ефрем) — вполне возможно, намекает на фамилию писателя — Ефремов.
В кейптаунских сценах певица Энн также символизирует прошлое. Все связанные с нею эпизоды замкнуты в узком пространстве, которое подчёркивается уменьшительной лексикой: «кабачок», «бульварчик», «столбики», «садик», «песенки», «певичка». Действие происходит в кабачке, в тени аллей, ограде садика под низкими кронами деревьев; освещение в этих сценах искусственное. Всё это противостоит первой части рассказа, события которой помещены в океанский простор. Какое отношение имеет Энн к капитану Джессельтону неизвестно; его двойником становится старпом Елисеев, которого Энн по ошибке назвала «русским капитаном», повысив в чине. По-видимому, Ефремов использовал созвучие «Джеселльтон» — «Елисеев». До этого герой-рассказчик отстранённо наблюдал за событиями; после — стал их непосредственным участником. Иными словами, в литературном отношении весь рассказ построен на приёмах отражения и совмещения. Встреча прошлого и настоящего, попытка и невозможность их соединить выражены метафорично и вместе с тем буквально (по версии Е. Мызниковой в этом контексте не случайно упоминается секстант, найденный на «Святой Анне»).

## Эволюция критического восприятия
Интерес к раннему творчеству И. А. Ефремова приходился на период от начала его писательской деятельности до публикации романа «Туманность Андромеды». После 1950-х годов внимание исследователей почти полностью переключилось на его творчество в большой форме и Ефремов был забыт как автор «рассказов о необыкновенном». Авторами большинства исследований о творчестве И. Ефремова являются философы, физики, социальные психологи, историки, палеонтологи; поэтому литературоведческие исследования о его творчестве появились только после 2000-х годов.
Одним из первых читателей литературных опытов учёного стал А. П. Быстров с женой. В частном письме от 24 ноября 1944 года супруги давали высокую оценку «Пяти румбам» («язык… безукоризнен»). Между прочим, нашлось место для отдельного суждения по «Встрече над Тускаророй»: Гильда Юрьевна Быстрова писала, что от рассказа осталось чувство «некоторой элегической и красивой неудовлетворённости», оставляемое непретворённой мечтой. Отзывы в прессе на сборники рассказов И. Ефремова появились в 1945 году. Первым был «Обзор новинок» журнала «Октябрь», из которого следует, что автор воспринимался как учёный и путешественник, а не писатель. Жанр сборников «Встреча над Тускаророй» и «Пять румбов» определяется как «фантастико-приключенческий», в котором «слишком мало необыкновенного». Главным достоинством анонимный рецензент счёл сочетание опыта путешественника, знаний учёного и беллетристического дарования Ефремова. В том же году вышло две рецензии бывшего РАППовского идеолога Я. Б. Рыкачёва, который в 1920—1930-е годы расценивал фантастику как «большое зло». Рецензии на сборники И. Ефремова оказались благожелательными. Во «Встрече над Тускаророй» критик увидел преемственность и переосмысление наследия западной фантастики, что составит корень обновления отечественной литературы. Ефремов был отнесён к уэллсовской традиции, а также использовал «рецепт увлекательности, завещанный Жюль Верном, Стивенсоном и нашим Грином». Вторая рецензия касалась двух рассказов из цикла о необыкновенном, вышедших в «Новом мире». Критик отметил, что в творчестве Ефремова фантастика играет «условно-служебную роль» и впервые обратил внимание, что его «персонажи предстают читателю не как
личности, а как некие категории: смелости, самоотверженности, упорства в достижении цели». В дальнейшем это станет общим местом в литературных оценках текстов Ивана Антоновича.
В рецензии 1946 года Б. Евгеньев — первый редактор книг Ефремова — поставил вопрос о причинах столь громкого успеха у читателей, дав следующий ответ: «первое — автор пишет о
нужном и интересном, и второе — автор хорошо пишет». В противоположность Я. Рыкачёву, критик вписал рассказы Ефремова в контекст литературы приключенческого жанра (Д. Дефо, Ф. Купера, Э. По, Т. Майн Рида, Ж. Верна, Р. Стивенсона). О самом рассказе «Встреча над Тускаророй» сказано, что всё в нём исполнено «таинственной и минорной романтики». Все эти достоинства были подвергнуты в 1950 году разгромной критике С. Иванова именно за то, что не имеют аналогов в советской действительности, связаны с заграницей. После начала «оттепели» тональность поменялась. Писатель А. Палей заявил, что герои рассказов И. Ефремова не бледные и
схематичные, как об этом принято было говорить, а «яркие и интересные». Он же уточнил жанр ранних рассказов писателя: научно-фантастические новеллы. Филолог, литературовед и критик Л. Успенский, использовал «Встречу над Тускаророй» как иллюстрацию слабых мест Ефремова — писателя. С точки зрения Льва Васильевича, в произведении ощущается диссонанс, «что-то то ли „недотянуто“ автором, то ли „перетянуто“; есть некая трудно уловимая неверность». При этом одним из самых слабых мест текста является открытие целебных свойств глубинной воды: «Выдумка, не дотянутая до ощущения своей необходимости, перестаёт служить пружиной рассказа».
По мнению Е. Брандиса и И. Дмитревского, отказ Ефремова при последующих переизданиях от «декамероновского» приёма — обрамляющего сюжета, в котором изложение в каждой из новелл велось от имени бывалых людей, что «по разным румбам в жизни курс прокладывали», был глубоко закономерен. Условный сюжет был не нужен: внутреннее единство создавалось общностью темы и настроения в рассказах. Собственно, рассказ «Встреча над Тускаророй» критики назвали «очень интересным и хорошо написанным», но неудачными признаны эпизоды, действие которых разворачивается в Кейптауне. «Певица Энн Джессельтон словно сошла со страниц далеко не лучшей повести Александра Грина». Напротив, линия с поисками «живой воды» капитаном XVIII века названа «поэтическим воплощением гуманистической мысли о преемственности идей и традиций».
Е. Московкина отмечала, что в критической литературе сложилось восприятие ранних рассказов И. Ефремова как «наивных», относимых к жанрово-стилистическому регистру детской литературы, или даже «придурковатой сталинской фантастики» (термин А. Гениса). С её точки зрения, раннее творчество писателя — это «опыт непрофессионального письма», своего рода «игра учёного в литератора», который ищет грань между беллетристической занимательностью фантастики и информативностью научно-популярной документалистики. Однако именно эти тексты подготовили его большую прозу, не уступая последующим произведениям в художественной ценности.

## Издания
- Встреча над Тускаророй (Румб первый): [Рассказ] // Краснофлотец. — 1944. — № 2. — С. 37—43.
- Встреча над Тускаророй (Румб первый) : Научно-фантастический рассказ: [Из цикла «Семь румбов»] // Новый мир. — 1944. — № 4—5. — С. 98—109.
- Встреча над Тускаророй (рассказ) // Пять румбов : Рассказы о необыкновенном / Ил. И. Француза. — М. : Молодая гвардия, 1944. — С. 6—35. — 136 с.
- Встреча над Тускаророй (рассказ) // Встреча над Тускаророй : Рассказы / Ил. В. Д. Цельмер. — М. : Военмориздат (1-я типо-лит. УВМИ), 1944. — С. 42—75. — 182 с.
- Встреча над Тускаророй (рассказ) // Алмазная труба. — М. : Детгиз, 1954. — С. 66—93. — 208 с. — (Библиотека приключений и научной фантастики).
- Встреча над Тускаророй (рассказ) // Великая Дуга / Иллюстрации художника Н. Гришина. — М. : Молодая гвардия, 1956. — С. 626—654. — 744 с. — (Библиотека научной фантастики и приключений).
- Встреча над Тускаророй (рассказ) // Бухта радужных струй / Художник Н. И. Гришин. — М. : Сов. писатель, 1959. — С. 224—253. — 312 с.
- Встреча над Тускаророй (рассказ) // Сердце змеи / Ил. В. Таубера. — М. : Детская литература, 1964. — С. 7—34. — 368 с. — (Библиотека приключений и научной фантастики).
- Встреча над Тускаророй (рассказ) // Сердце Змеи / Иллюстрации А. Иткина. — М. : Детская литература, 1970. — Т. 19. — С. 8—35. — 576 с. — (Библиотека приключений. 2-я серия).
- Встреча над Тускаророй (рассказ) // Сочинения в трёх томах. Том 1 / Составитель: С. Г. Жемайтис. — М. : Молодая гвардия, 1975. — Т. 1. — С. 17—42. — 512 с.
- Встреча над Тускаророй (рассказ) // Собрание сочинений в пяти томах / Иллюстрации Р. Авотина. — М. : Молодая гвардия, 1986. — Т. 1. — С. 16—41. — 576 с.
- Встреча над Тускаророй (рассказ) // Собрание сочинений в шести томах. — М. : Сов. писатель, 1992. — Т. 1. — С. 16—41. — 544 с. — ISBN 5-265-02735-1.
- Встреча над Тускаророй (рассказ) // Собрание сочинений в трёх томах / иллюстрации А. Акишина. — М. : ТЕРРА - Книжный клуб, 1999. — С. 315—336. — 416 с. — ISBN 5-300-02404-X.
- Встреча над Тускаророй (рассказ) // Антология мировой детской литературы. — М. : Аванта+, 2003. — Т. 3: Е—К. — С. 26—52. — 624 с. — ISBN 5-94623-010-7.
- Встреча над Тускаророй (рассказ) // Звездные корабли. — М. : Эксмо, 2017. — С. 16—39. — 496 с. — (Отцы-основатели. Русское пространство). — ISBN 978-5-699-23859-0.
- Встреча над Тускаророй (рассказ) // Малое собрание сочинений. — М. : Азбука-Аттикус, 2016. — 576 с. — ISBN 978-5-389-11498-2.
- Встреча над Тускаророй (рассказ) // Бухта Радужных струй / иллюстрации В. Таубера, М. Рудакова. — М. : Престиж-Бук, 2017. — С. 21—52. — 656 с. — (Ретро библиотека приключений и научной фантастики). — ISBN 978-5-371-00658-5.